# Lago di Guija
Il lago di Guija si trova nel confine fra El Salvador e il Guatemala. Questo lago è di origine vulcanica e si trova ad un'altitudine inferiore ai 500 metri d'altitudine.